# Тума (Владимирская область)
Тума — бывшее село Юрьев-Польского района Владимирской области, входило в состав Небыловского сельского поселения.

## География
Село было расположено на берегу речки Тумка в 5 км на северо-восток от села Шихобалово.

## История
В книгах патриаршего казенного приказа под 1676 годом в селе была записана церковь Николая Чудотворца. В 1815 году на средства прихожан была построена каменная церковь с колокольней в честь Положения Ризы Пресвятой Богородицы. Престолов в ней было три: в холодной — в честь Положения Ризы Пресвятой Богородицы во Влахерне, в трапезе теплой — во имя преподобного Сергия Радонежского чудотворца, и в честь Покрова Пресвятой Богородицы.
В конце XIX — начале XX века село являлось центром Тумской волости Суздальского уезда. В 1859 году в селе числилось 64 двора, в 1905 году — 101 двор.
С 1929 года село являлось центром Тумского сельсовета Юрьев-Польского района, с 1935 — в составе Небыловского района, с 1963 года — в составе Юрьев-Польского района, с 1966 года в составе Шихобаловского сельсовета, с 2005 года село — в составе Небыловского сельского поселения.
14 июня 2012 года Законом Владимирской области № 54-ОЗ село исключено из учетных данных как фактически не существующее.

## Население
| 1859 | 1905 | 2002 | 2010 |
| ---- | ---- | ---- | ---- |
| 392  | ↗574 | ↘0   | →0   |

## Достопримечательности
В селе расположена недействующая церковь Ризоположения.